# Oblężenie (film 1996)
Oblężenie (ang. Sharpe’s Siege) – brytyjski telewizyjny film historyczny z 1996 roku. Film jest częścią cyklu filmów o Richardzie Sharpie, zrealizowanego na podstawie serii powieści o tej postaci autorstwa Bernarda Cornwella.

## Fabuła
Major Richard Sharpe wraz z pułkownikiem Horacym Bampfyldem otrzymują rozkaz zdobycia zamku w okolicach Bordeaux we Francji. Zamek ten ma posłużyć jako punkt wyjścia do wzniecenia antynapoleońskiej rebelii we Francji. Między brytyjskimi oficerami jednak zaostrza się konflikt, na dodatek w okolice zamku przybywają duże siły francuskie.

## Główne role
- Sean Bean – Richard Sharpe
- Christopher Villiers – Pułkownik Horace Bampfylde
- Daragh O’Malley – Patrick Harper
- Sylvester Morand – Pułkownik Henri Lassan
- Nick Mollo – Lieutenant Fytch
- Jim McManus – Smithers
- James Laurenson – Major Generał Hector Ross
- J.D. Kelleher – Reilly
- Hugh Fraser – Wellington
- Danny Cunningham – Robinson
- Abigail Cruttenden – Jane Gibbons
- Stephane Cornicard – Francuski pułkownik
- Amira Casar – Catherine
- Christian Brendel – Maquerre
- Ecrument Balakoglu – Gaston - Francuski oficer
- Féodor Atkine – Major Pierre Ducos
- Philip Whitchurch – Kapitan Frederickson